# Mediepedagog
En mediepedagog arbetar med undervisning, digitaliseringsprocesser inom olika skolnivåer gundskola upp till folkhögskola. En mediepedagog arbetar även inom TV, film och radio branschen. 
En mediepedagog är kunnig inom en mängd olika områden, framförallt med kunskaper om relationen mellan människan och tekniken, pedagogiska metoder som främjar det kritiska tänkandet och om användandet och skapandet av ny medie- och kommunikationsteknik.
En mediepedagog kan arbeta med mediet för sig såsom stillbild eller rörlig bild, grafisk formgivning, layout, ljud, redigering av ljud och bild, multimedia, teknik, färg, form. Alternativt undervisning flera medieämnen tex. journalistik.
https://www.svt.se/nyheter/lokalt/blekinge/filmskapande-ska-komplettera-lasning-for-unga